# 龍潭湖 (北京)
龙潭湖是一个位于中国北京市东城区的湖泊，面积约为0.443平方千米，平均水深约为2米。